# Island Lake (Illinois)
Island Lake es una villa ubicada en el condado de McHenry en el estado estadounidense de Illinois. En el Censo de 2010 tenía una población de 8080 habitantes y una densidad poblacional de 867,79 personas por km².

## Geografía
Island Lake se encuentra ubicada en las coordenadas 42°16′45″N 88°11′57″O / 42.27917, -88.19917. Según la Oficina del Censo de los Estados Unidos, Island Lake tiene una superficie total de 9.31 km², de la cual 8.77 km² corresponden a tierra firme y (5.76%) 0.54 km² es agua.

## Demografía
Según el censo de 2010, había 8080 personas residiendo en Island Lake. La densidad de población era de 867,79 hab./km². De los 8080 habitantes, Island Lake estaba compuesto por el 90.41% blancos, el 1.09% eran afroamericanos, el 0.15% eran amerindios, el 1.89% eran asiáticos, el 0.02% eran isleños del Pacífico, el 4.73% eran de otras razas y el 1.71% pertenecían a dos o más razas. Del total de la población el 13.99% eran hispanos o latinos de cualquier raza.